# Paracilicaea asiatica
Paracilicaea asiatica is een pissebed uit de familie Sphaeromatidae. De wetenschappelijke naam van de soort is voor het eerst geldig gepubliceerd in 1990 door Kussakin, Malyutina & Rostomov.